# Fenantrene
Il fenantrene è un idrocarburo triciclico aromatico, di formula C14H10, risultante dalla fusione di tre anelli benzenici in maniera obliqua, con cinque possibili strutture di risonanza. È un isomero dell'antracene, anche questo derivante dalla fusione di tre anelli benzenici, ma in maniera lineare, avente però quattro strutture di risonanza. Per il fenantrene, questo comporta maggiore stabilità: la sua energia di stabilizzazione aromatica (387 kJ/mol ) risulta maggiore di quella dell'antracene (351,5 kJ/mol), con una differenza di circa il 10%.
Dal fenantrene deriva la fenantrolina per sostituzione (formale) del C-4 e del C-5 con atomi di azoto, la quale è una notevole base aromatica, un complessante chelante e un indicatore redox.
Il fenantrene è il primo rappresentante della serie dei fenaceni, idrocarburi ad anelli benzenici condensati a sbalzo (diversamente dagli aceni, con condensazione degli anelli in linea) e, in quanto tale, prende il nome di [3]fenacene.
Dalla struttura triciclica del fenantrene, saturata, e con un'ulteriore fusione di un anello di ciclopentano deriva lo sterano, ossia il ciclopentanoperidrofenantrene, che è l'ossatura della vasta e importante famiglia degli steroidi.

## Etimologia
Anche il nome deriva da fusioni e può essere diviso in: fen(e)- antr(ac) -ene. Il termine fene (phene) viene dal greco φαίνω (phàino), appaio, illumino, ed era un termine usato per indicare genericamente composti aromatici, perché questi sono presenti nell'olio di catrame di carbon fossile, e in quanto questo olio era usato per illuminazione nei lampioni e come tale veniva chiamato, appunto, olio illuminante.
I chimici del XIX secolo usavano primariamente il termine (o a volte l'affisso) 'fene' per i derivati benzenici, ed anche per il benzene stesso dal chimico francese Auguste Laurent (poi prevalse il termine benzene, usato da Viktor Meyer).
Da fene si originarono i nomi fen-ile, fen-olo e fen-ossido (o fen-ato/fen-olato) e, più recentemente, ione fen-ilio (C6H5+) e l'intermedio cationico fen-onio; come pure fen-aceni, il nome di una classe di idrocarburi policiclici aromatici ad anelli benzenici condensati a sbalzo.
Il nome fene è stato poi esteso ad altri composti eterociclici aromatici semplici ricavati dall'olio di catrame, quali ad es. il tio-fene (poi anche seleno-fene, telluro-fene), dove tio- sta per zolfo, dal greco θεῖον (théion). Questo non è del tutto casuale, perché il tiofene agli inizi veniva talvolta confuso con il benzene (= fene) per il fatto di avere un punto d'ebollizione quasi uguale al benzene e quindi non facilmente separabile, e per avere reattività simile. 
Antrac(s) viene dal greco ἄνθραξ (ánthrax), che vuol dire carbone (presente anche in antracite e litantrace), in quanto questi idrocarburi aromatici sono presenti nel catrame di carbon fossile, mentre -ene è il suffisso generico dato agli idrocarburi insaturi e aromatici (Alcheni, Areni).

## Presenza in natura
Il catrame di carbon fossile è la fonte principale del fenantrene, dove si trova insieme all'antracene e altri idrocarburi policiclici aromatici (IPA), oltre ad altri idrocarburi aromatici in genere e composti eterociclici aromatici e loro derivati. 
In natura il fenantrene si riscontra nel raro minerale ravatite. Il fenantrene è un residuo della combustione di diverse sostanze organiche ed è presente anche nel fumo di sigaretta. È presente in minuscole quantità in alcune piante, come Buddleja lindleyana, Pterolobium hexapetalum, e anche Vitis vinifera. È stata riscontrata la sua presenza anche negli spazi interstellari insieme ad altri IPA.

## Caratteristiche
Come gli altri idrocarburi aromatici non sostituiti, il fenantrene è un composto endotermico, ΔHƒ° = +110,1 ± 2,2 kJ/mol.
Si presenta come polvere cristallina incolore (cristalli monoclini), dal tenue odore aromatico, ma in campioni commerciali può presentarsi di colore giallognolo; fonde a 99-101 °C ed è praticamente insolubile in acqua, ma solubile in solventi organici apolari o poco polari, quali benzene, toluene, solfuro di carbonio, tetracloruro di carbonio, cloroformio, etere, acido acetico glaciale, ma anche in alcool assoluto, da cui può essere ricristallizzato. Le sue soluzioni mostrano intensa fluorescenza azzurra.

### Struttura molecolare
Come nell'antracene (e prima ancora nel naftalene), nella molecola le lunghezze dei legami non sono tutte uguali. Il legame C-C più corto (134,1 pm) è quello C(9)-C(10), che è corto quasi come il legame doppio dell'etilene (133,9 pm) ed è più corto del legame di ordine intermedio del benzene, che è di 139,8 pm; non casualmente, questo legame è quello che appare doppio 4 volte su 5 nelle forme di risonanza. Il legame più lungo è quello C(10)-C(10a) (145,0 pm) ed è anche quello che appare singolo 4 volte su 5 nelle forme di risonanza.
Nell'ambito della teoria dei sestetti aromatici di Clar il fenantrene ne presenta fino a due (negli anelli benzenici estremi) e per questo avrebbe maggiore stabilità rispetto all'antracene che ne presenta uno solo.
La molecola, pur con la possibile mutua interazione degli idrogeni nelle posizioni 4 e 5 (la loro distanza è prevista inferiore al doppio dei raggi di van der Waals), appare essere virtualmente planare entro l'errore sperimentale, e ha quindi simmetria C2v; un'eventuale torsione degli anelli come accade negli eliceni, di cui a volte viene considerato il primo rappresentante (in tal caso sarebbe il [3]-elicene), ne abbasserebbe la simmetria a C2 e così renderebbe la molecola chirale, cosa che nel [4]elicene (nome sistematico: benzo[c]fenantrene) è già strutturalmente evidente.
Pur essendo una molecola idrocarburica e a differenza dell'isomero antracene, presenta un significativo momento dipolare (μ = 0,55 D).

## Reattività
In 4 delle 5 forme di risonanza del fenantrene c'è un doppio legame tra le posizioni 9 e 10. Per altri versi, la struttura del fenantrene può essere vista come un bifenile con un ponte vinilene (-CH=CH-) inserito tra le posizioni 2 e 2' al posto dei due H. Questo fa sì che il fenantrene, nonostante sia aromatico, possa subire reazioni di addizione tipiche degli alcheni (addizioni elettrofile) e queste sono spesso favorite sulle sostituzioni elettrofile, tipiche degli idrocarburi aromatici.
In effetti, la bromurazione in etere (o anche in CS2) a freddo dà il derivato di addizione, il 9,10-dibromo-9,10-diidrofenantrene, che però elimina per riscaldamento una molecola di HBr per dare il prodotto di sostituzione, il 9-bromofenantrene; similmente accade per l'antracene. 
Più in generale, il comportamento chimico è comunque caratterizzato dalla particolare reattività nelle posizioni 9 e 10, che qui sono reciprocamente in orto (1,2); parallelamente, nell'antracene le posizioni più reattive sono ancora le 9 e 10, ma lì si trovano reciprocamente in para (1,4). 

### Addizioni nelle posizioni 9 e 10 e altre reazioni tipiche di alcheni
L'ossidazione con anidride cromica, o anche con Na2CrO4, in soluzione di acido acetico rompe l'anello centrale tra le posizioni 9 e 10 e porta a un o-chinone sull'anello centrale, il fenantrenchinone. Analogo risultato è ottenibile con il permanganato di potassio. In tal modo vengono preservati i due anelli aromatici terminali; in maniera molto simile accade per l'antracene, il quale dà l'antrachinone, un p-chinone sull'anello centrale.
Analoga situazione per riduzione con litio metallico, seguita da idrolisi, che porta a 9,10-diidrofenantrene C14H12; allo stesso prodotto si può giungere per idrogenazione catalitica su nichel Raney.
Reagisce con l'ozono nelle posizioni 9 e 10 come fosse un alchene, dando il corrispondente ozonuro il quale, per idrolisi riduttiva, porta alla corrispondente dicarbossaldeide del bifenile (C6H4-CHO)2.
Il fenantrene può subire un'idrogenazione catalitica (Ni Raney, 96 °C) relativamente facile per un idrocarburo aromatico, saturando le posizioni 9 e 10.
A differenza dell'antracene, che con l'anidride maleica dà la reazione di Diels-Alder in 9 e 10 come fosse un diene, il fenantrene non reagisce, in accordo alla sua maggiore stabilità suggerita dalla regola di Clar.

### Sostituzioni elettrofile aromatiche
La nitrazione con acido nitrico in anidride acetica a freddo porta a una miscela di prodotti tra cui il 9-nitrofenatrene (20%).
La solfonazione con acido solforico dà una miscela di acidi 2- e 3- fenantrensolfonici.
Le acilazioni di Friedel-Crafts sul fenantrene si possono effettuare senza particolari difficoltà, ma danno selettività posizionali piuttosto variabili con il solvente e le condizioni di reazione, che portano a miscele di prodotti. L'acetilazione porta in genere a acetilfenantreni nelle posizioni 1, 2, 3, 4 e 9.

## Usi
Il fenantrene è usato nella sintesi di alcuni farmaci.